# Stazioni ferroviarie di Parigi
Le principali stazioni ferroviarie di Parigi sono i capolinea delle Grandi linee (Grandes lignes) (treni che vanno al di fuori della regione Île-de-France) e, a eccezione di Bercy, delle linee di periferia non comprese nel Réseau express régional (RER), la rete espressa regionale.
Le stazioni di Parigi Austerlitz, Parigi Saint-Lazare, Parigi Lione e Parigi Nord sono anche stazioni del RER e di alcuni linee di treni regionali e interregionali.

Stazioni ferroviarie di Parigi

Tutte le stazioni di Parigi sono collegate fra loro da un'eccellente rete metropolitana:
- stazione di Austerlitz:
  - treni grandes lignes verso il centro della Francia, Tolosa e i Pirenei
  - treni Elipsos verso Barcellona
  - fermata della linea C (gialla) del RER;
- stazione di Bercy: 
  - treni notte
  - treni in direzione dell'Italia (Artesia)
  - TER Bourgogne;
- stazione di Parigi Est:
  - TGV Est, verso l'est della Francia, la Germania, la Svizzera e il Lussemburgo
  - treni grandes lignes verso l'est della Francia e la Germania
  - treni regionali della periferia est di Parigi
  - vicino alla stazione Est vi è anche la fermata "Magenta" della linea E (rosa) del RER;
  - futuro terminal del CDG Express;
- stazione di Parigi Lione:
  - TGV Sud-Est, TGV Rhône-Alpes e TGV Méditerranée
  - TGV verso la Svizzera (Lyria) e verso l'Italia (Artésia)
  - treni grandes lignes verso il sud-est della Francia e il Linguadoca-Rossiglione
  - treni regionali della periferia sud-est di Parigi
  - fermata della linea A (rossa) del RER e della linea D (verde) RER;
- stazione di Parigi Montparnasse:
  - TGV Ouest e TGV Atlantique
  - treni grandes lignes verso l'ovest e il sud-ovest della Francia
  - treni grandes lignes verso Granville
  - treni Elipsos verso Madrid
  - treni regionali della periferia ovest di Parigi;
- stazione di Parigi Nord:
  - TGV Nord verso Lilla
  - treni grandes lignes verso il nord della Francia
  - Thalys verso il Belgio, i Paesi Bassi e la Germania
  - Eurostar verso Londra
  - treni regionali della periferia nord di Parigi
  - fermata della linea B (blu) e della linea D (verde) del RER
  - vicino alla Gare du Nord vi è anche la fermata "Magenta" della linea E (rosa) del RER;
- stazione di Parigi Saint-Lazare:
  - treni grandes lignes verso Cherbourg
  - treni regionali della periferia ovest e sud-ovest di Parigi
  - capolinea della linea E (rosa) del RER (fermata Haussmann–Saint-Lazare).